# Cemal Amet
Cemal Amet (* 29. März 1998) ist ein türkisch-rumänischer Fußballspieler.

## Karriere
Amet begann seine Karriere in Österreich beim FC Kärnten. 2007 ging er zum SK Austria Kärnten. 2010 wechselte er zum SK Austria Klagenfurt. 2012 spielte er ein Jahr lang in der AKA Kärnten. Nach dem Aufstieg in den Profifußball 2015 gab er sein Profidebüt am elften Spieltag der Saison 2015/16 gegen den SV Austria Salzburg. Mit der Austria musste er nach nur einer Saison wieder den Gang in die Regionalliga antreten. Nach dem Abstieg verließ Amet Klagenfurt.
2017 wechselte er nach Deutschland zum Kreisligisten SC Sylvia Ebersdorf. In der Winterpause der Saison 2017/18 kehrte er nach Österreich zurück, wo er sich dem viertklassigen Klagenfurter AC anschloss. Diesen verließ er nach fünf Einsätzen in der Landesliga nach der Saison 2017/18 wieder. Nach einem halben Jahr ohne Verein wechselte Amet im Januar 2019 zum Ligakonkurrenten ASKÖ Wölfnitz, mit dem er am Ende der Saison 2018/19 aus der Landesliga abstieg.
Im Januar 2020 schloss er sich dem Ligakonkurrenten ASKÖ Gurnitz an.